# Ассизы Иерусалимского королевства
Ассизы Иерусалимского королевства (также иерусалимские ассизы, фр. Assises de royaume de Jérusalem) — общее название двух законоположений (ассизов), составленным для судов («парламентов») Иерусалимского королевства после его создания на рубеже XI и XII веков, и их позднейших переизложений. Хотя оригинальные тексты не дошли до нашего времени, это собрание документов представляет собой наиболее полное изложение средневекового права XII—XIII веков.
Одно законоположение регулировало суд для знати, фр. haute cour, cour des barons, другое — для простолюдинов (фр. basse cour, cour des bourgeois).
Оригинал, написанный на французском языке, был положен на хранение у Святого гроба, почему нередко назывался фр. Lettres du Saint-Sépulcre, и был уничтожен при взятии Иерусалима Саладином (1187). Хотя копии этого документа не сохранилось, уже во второй половине XII века появились толкования юристов тех положений и оснований, которых придерживались эти суды. Сохранившиеся отрывки этих трактатов и носят теперь название «Иерусалимских ассизов». Кроме того, юрисдикция городского суда (фр. cour des bourgeois) была записана (1173—1180) в особую книгу, «Le Livre des assises de la cour des bourgeois». В середине XIV века одним кипрским юристом было сделано извлечение из этой книги («Abrégé du livre des assises»). С XIII века появляются работы для разъяснения юрисдикции первого суда (la haute cour).
По разрушении Иерусалимского королевства (1186) заседания правительства и судов были перенесены сначала в Акру (фр. Saint-Jean-d’Acre), а после потери этого города (1291) — на остров Кипр, в Никосию. В этих двух городах юристы стремились растолковать это своеобразное право, которым руководился фр. la haute cour. Написанный Монреалем (фр. Gérard de Montréal) трактат не сохранился. Из сохранившихся — древнейшие комментарии:
1. «Le livre de forme de plait», составленная в середине XIII века Филиппом Наваррским[нем.] — юристом, моралистом и поэтом; это трактат, излагающий в 94 параграфах в виде уроков порядок судопроизводства суда знатных (la haute cour)
2. «Le livre des assises et des bons usages du royaume de Jérusalem», составленная в 1266 году известным могущественным бароном Жаном Ибелином, графом Яффы, Аскалона и Рамы. Это обширный учебник, пополняющий предыдущий, использовавшийся ещё в XIV веке на Кипре как официальный кодекс; один выверенный особой комиссией (1369) экземпляр был положен на хранение в собор в Никосии; в XV веке этот экземпляр исчез, и до нас дошли только его копии.
3. «Le Livre de Geoffroy le Tort» сохранились только отрывки — 32 главы, представляющие извлечение из предыдущего.
4. «Le Livre de Jean d’Ibelin» Жана Ибелина, жившего в середине XIII ст. Это ясный и отчетливо составленный в 69 главах конспект феодального права, действовавшего в Кипрском королевстве.
5. «La Clef des assises» неизвестного автора. Это извлечение из руководства Жана Ибелина.
6. «Le Livre au roi» (52 гл.), вероятно, составленная в Акре между 1271 и 1291 годах с интересными данными о правах престолонаследия и некоторых феодальных отношениях.

Сохранением этих памятников мы обязаны венецианцам: когда остров Кипр в 1490 году подпал под власть Венецианской республики, Совет Десяти поручил (1531) особой комиссии разыскать наилучшие тексты книг обоих судов (фр. la haute cour, cour des bourgeois) и перевести их на итальянский язык. Комиссия выбрала относительно первого суда одну рукопись XIV века, а относительно второго рукопись XV века; они были переведены историком Флорио Бустрони (итал. Florio Bustroni) и напечатаны в 1535 году. Французский текст был напечатан позже: в 1690 г. Toмacьep (фр. Thaumassiеre) издал «Le Livre de Jean d’Ibelin» с толкованиями, но по неисправленному списку XVI века. В 1839 году «Le Livre des assises de la cour des bourgeois» была издана Кауслером в Штутгарте, по рукописи из Мюнхенского архива, с вариантами из венецианской рукописи. В то же время венецианская рукопись была издана на французском языке с итальянским переводом Фуше (1839—1841). Наконец, вся совокупность текстов под названием «Assises de Jérusalem» была напечатана Бёньо в «Collection des historiens des Croisades», изданном парижской Академией надписей (2 тома in folio, 1840—1843). Греческий перевод трёх документов был напечатан в Венеции, в «Bibliotheca graeca medii aevi» (1877).